# Asiânico
Asiânico é o termo pelo qual são identificadas, artificialmente, populações cuja origem se desconhece mas que se supõe serem as mais antigas da Ásia. Entre esses povos, destacam-se os sumerianos, provavelmente os fundadores da mais antiga civilização urbana da Ásia no sul da Mesopotâmia. As dificuldades em caracterizar, com precisão, a origem das populações asiânicas não têm sido superadas. De qualquer modo, os sumerianos são registrados na Ásia a partir do 4º milênio. Todas as tentativas feitas no sentido de aproximar a língua sumeriana de outras aglutinantes redundaram em fracasso. Ao lado dos sumerianos, um outro povo surgiu: os elamitas que, nas proximidades da cidade de Susa, na Pérsia, fundaram um centro urbano importante. Sua escrita ainda não foi decifrada. Outros povos asiânicos merecem ser citados: os hurritas, registrados na Mesopotâmia desde o 3º milênio, e os cassitas, localizados na mesma região e assimilados, mais tarde, pelos babilônios.